# Mercado de Villanueva de Castellón
El mercado de Villanueva de Castellón se encuentra situado en la calle de Carlos Carbonell número 9 de Villanueva de Castellón (Valencia), España. Es un mercado público de estilo modernista valenciano construido según el proyecto del arquitecto Carlos Carbonell Pañella.

## Edificio
El arquitecto Carlos Carbonell Pañella inició el proyecto en 1926. Su estilo arquitectónico es el modernismo valenciano. Aunque dentro del modernismo valenciano es una obra ya tardía, posee todas las características del mismo. En las fachadas exteriores es apreciable la influencia de la arquitectura de la obra modernista de Demetrio Ribes.
Destaca la utilización del ladrillo en su construcción y los amplios ventanales que aportan luz al interior. Consta de una planta rectangular, una nave central cubierta con estructura metálica de 15 metros de luz y dos naves en los laterales. Responde al tipo de mercado público usual de la época y usual en otras poblaciones valencianas. El edificio fue inaugurado el 15 de noviembre de 1928.